# Polygrip

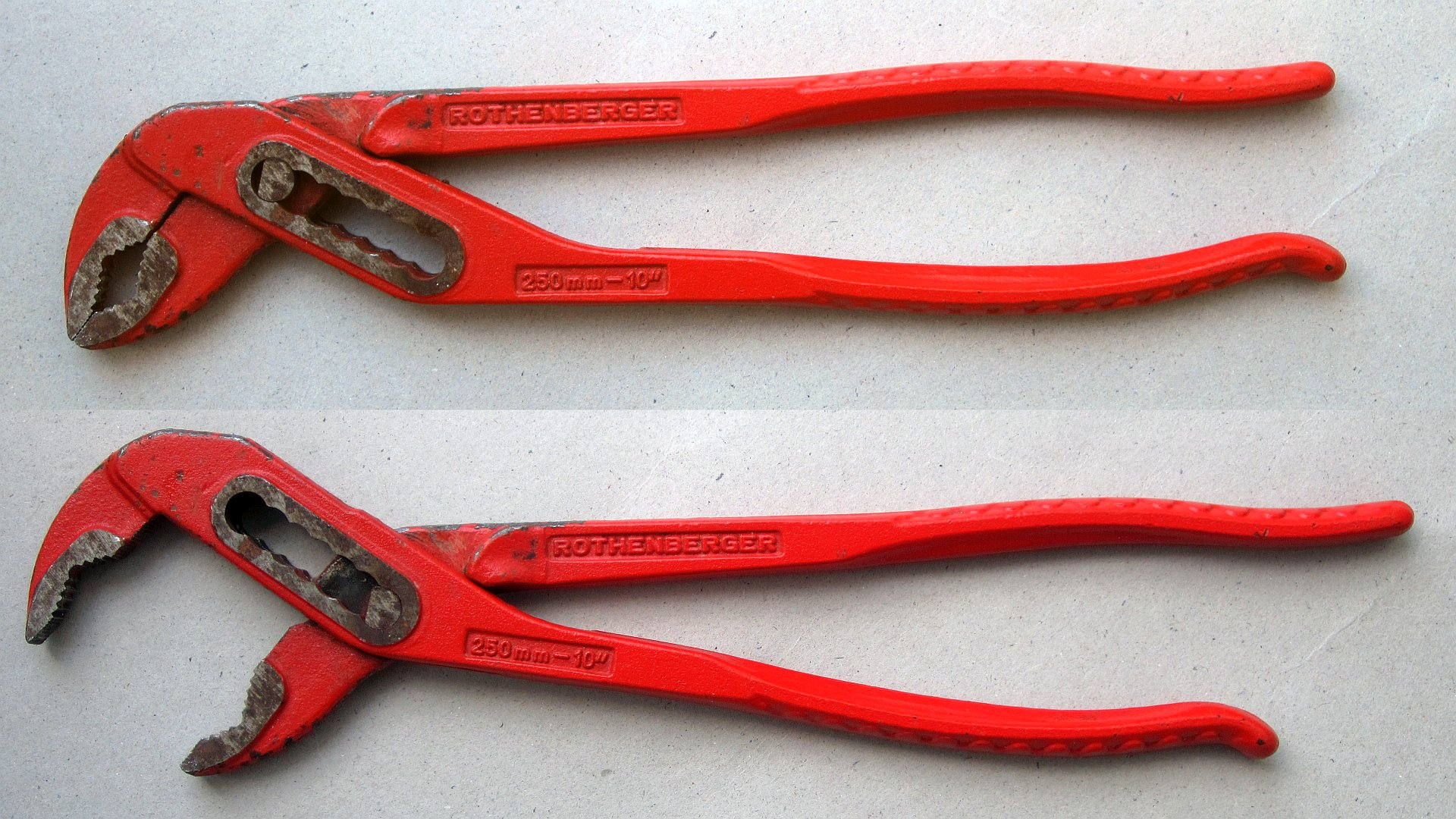
Polygrip

En polygrip är en griptång där avståndet mellan käftarna kan varieras.
Polygripen är ett multiverktyg som snabbt och enkelt kan gripa över föremål med olika diameter. Det är smidigt för att lossa både till exempel muttrar och rör med ett och samma verktyg.
Liksom skiftnyckel kan polygripen runddra till exempel en mutter eller liknande om momentet blir för stort. Eftersom avståndet är variabelt kan greppet slinta, varpå verktyget deformerar muttern. Polygripen saknar också rörtångens självlåsande funktion, varför den helst bara bör användas för föremål som kan lossas eller dras åt med ett relativt måttligt moment.
Polygripen används till enklare arbeten. För mer krävande uppgifter bör man använda specialiserade verktyg som hylsnyckel, blocknyckel eller rörtång.
Ordet "polygrip" är troligen belagt i svenska språket sedan 1960-talet.